# Armação de Pêra
Armação de Pêra ist eine portugiesische Gemeinde im Kreis Silves mit 8,0 km² Fläche und 6003 Einwohnern (Stand 19. April 2021). Die Bevölkerungsdichte beträgt 751 Einwohner/km².

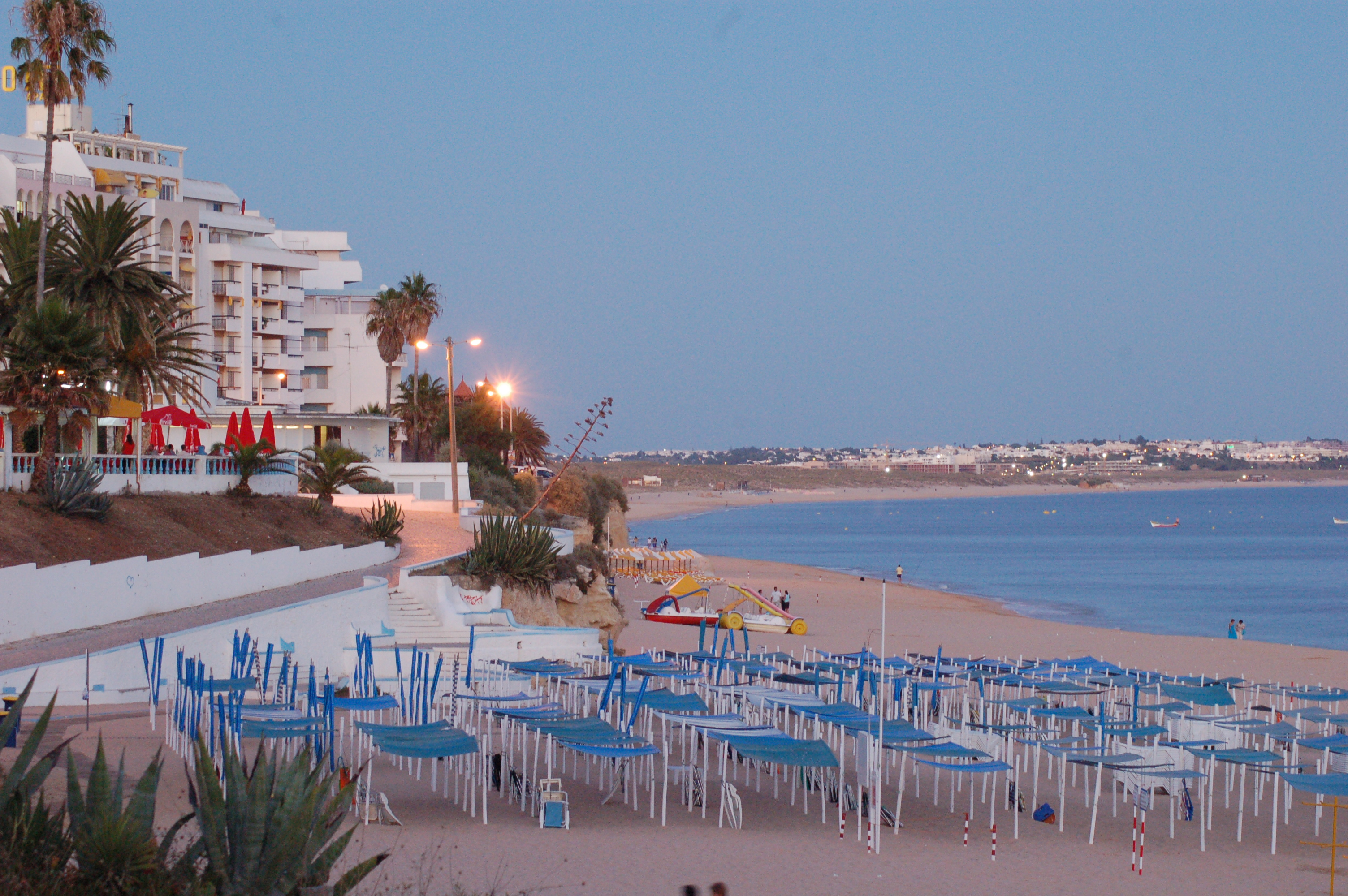
Praia de Armação de Pêra

Armação de Pêra ist ein ehemaliges Fischerdorf und heute ein beliebter Badeort an der Algarveküste. Das Ortsbild wird vom Tourismus geprägt. Hierbei fallen vor allem die zahlreichen Appartementblöcke und Hochhäuser aus den 1970er Jahren ins Auge.

## Sehenswürdigkeiten

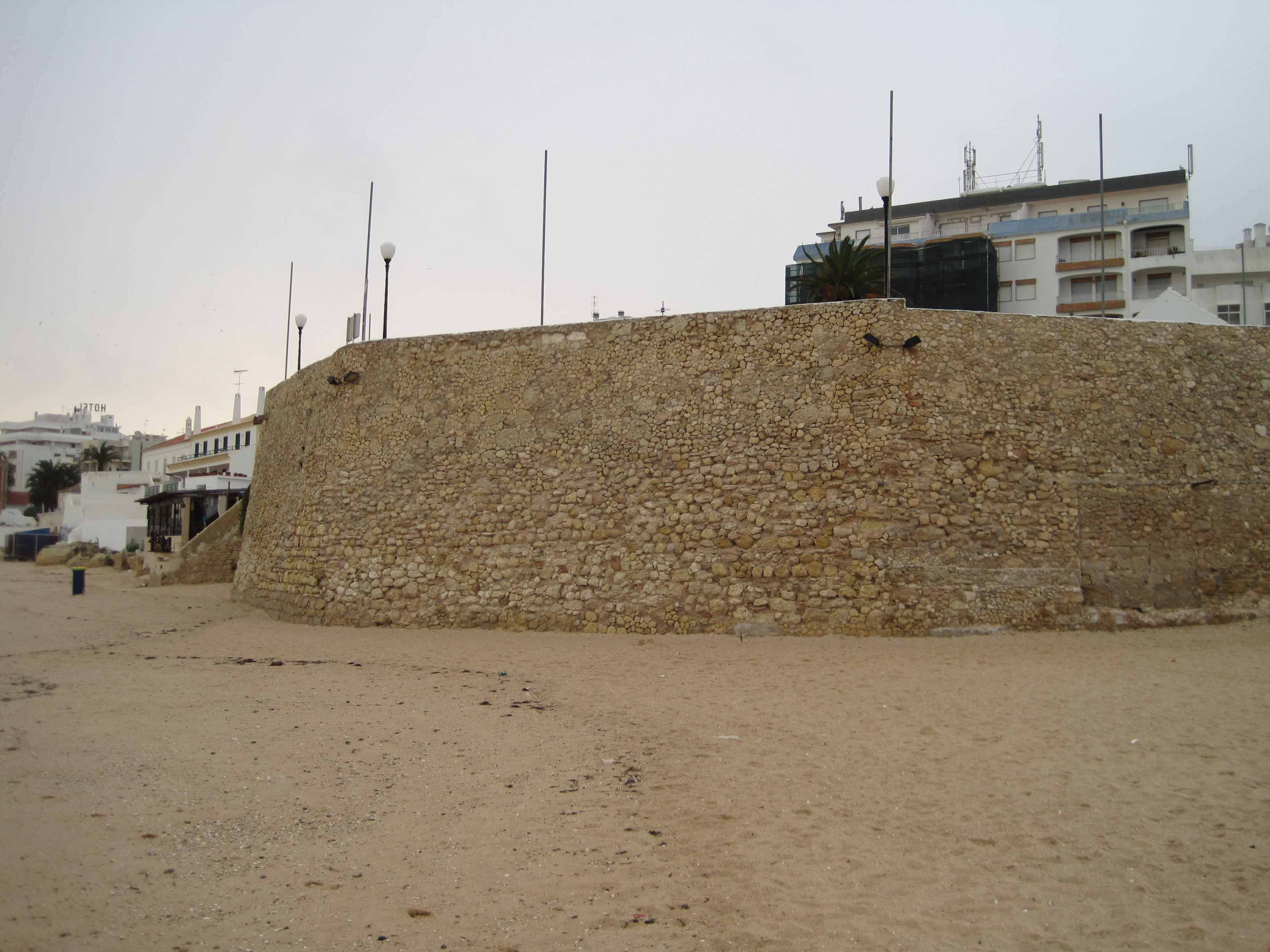
Fortaleza de Armação de Pera

Am Strand befindet sich eine kleine Festung, die Fortaleza de Armação de Pera aus dem Jahr 1571. Hierzu gehört auch die kleine Capela de Santo António von 1720.

## Strände
- Praia de Armação de Pêra
- Praia da Senhora da Rocha
- Praia Grande
- Praia dos Salgados